# Nanna’s Cave

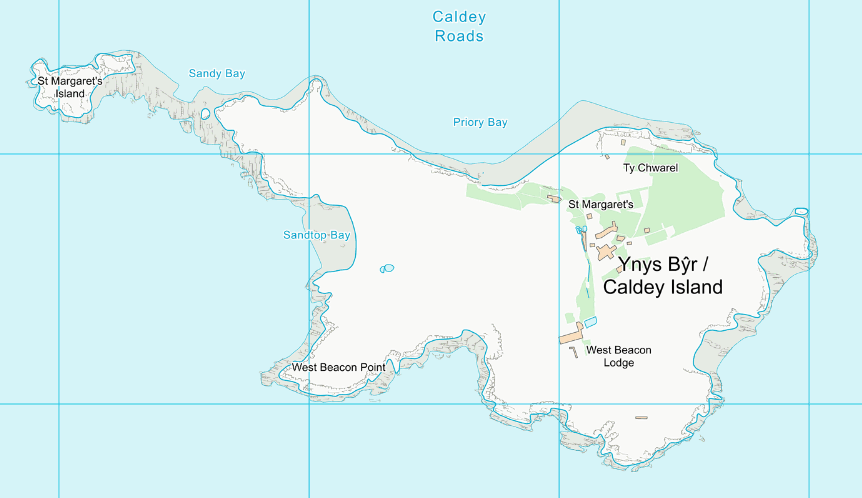
Karte von Caldey Island

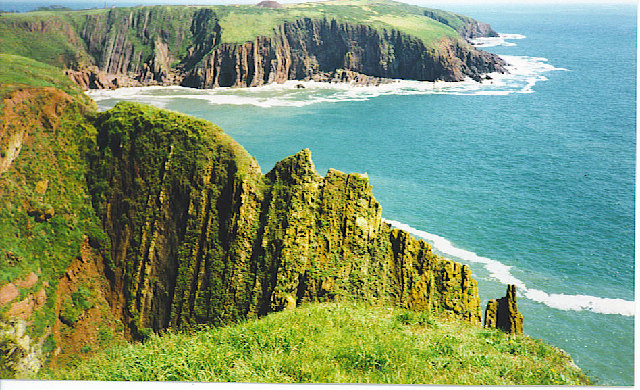
Südküste der Insel

Die Nanna’s Cave ist eine Naturhöhle. Sie ist nach der Göttin Nanna benannt und liegt hoch über dem aktuellen Meeresspiegel an der Nordostküste von Caldey Island in Pembrokeshire in Wales.
Die rechteckige Höhle wurde 1950 von einem Mönch gefunden und ist etwa 3,0 m breit, 3,5 m hoch und 5,0 m tief und wurde wahrscheinlich schon vor 10.000 Jahren genutzt, als die heutige Insel noch mit dem Festland verbunden war.
Die archäologischen Funde reichen vom Mesolithikum bis zum Mittelalter. Neben menschlichen haben sich Überresten von längst ausgestorbenen Tieren enthalten. Da im Zuge des Anstiegs des Meeresspiegels nach der letzten Kaltzeit die meisten küstennahen Fundstätten überflutet wurden, sind die mesolithischen Funde von großer Bedeutung für die Forschung. Ihre Reste finden sich höchst selten, obwohl – etwa vom schottischen Fundort Oronsay – bekannt war, dass hier auch noch in neolithischer Zeit, also während der Dominanz von Ackerbaukulturen, Menschen existierten, die als Steinzeitliche Parallelgesellschaften das Nahrungsangebot des Meeres nutzten. Dies stand in Gegensatz zu Fundorten des Hinterlandes, wo sich in den wenigen Knochen keinerlei Anzeichen finden ließen, die auf eine ähnliche Ernährung hinwiesen.
Dabei reichen die Funde möglicherweise bis in das Paläolithikum zurück, in jedem Falle aber stammen sicher datierte menschliche Überreste aus dem Creswellien, dem Mesolithikum – lange waren sie sogar die ältesten in Südengland – sowie dem frühen Neolithikum. Neben Nanna’s Cave, Potter’s Cave (200 m von Nanna’s Cave entfernt), Daylight Rock, Ogof-yr-Ychen und Ogof-yr-Benlog, die allesamt im Nordosten der Insel liegen, konnten menschliche Überreste auch an der Fundstätte Eel Point entdeckt werden, die im Nordwesten liegt. Während die Überreste aus Nanna’s Cave praktisch keine Hinweise auf Meereskost aufwiesen, ernährten sich die mindestens fünf Individuen aus Ogof-yr-Ychen ganz überwiegend aus dem Meer. Diese Küstenbewohner lebten im Mesolithikum, etwa ab 8500 v. Chr. Wanderbewegungen in das Hinterland können ausgeschlossen werden, wenn dies auch kein Nachweis für Sesshaftigkeit ist. Außerdem erwies sich, dass Meeresnähe nicht immer identisch war mit einer Versorgung aus dem Meer, denn die Menschen aus Nanna’s Cave bevorzugten Landlebewesen.